# Lautaro, Chile
Lautaro este un oraș și comună din provincia Cautín, regiunea La Araucanía, Chile, cu o populație de 34.268 locuitori (2012) și o suprafață de 901,1 km2.